# Valentinianisme
Het valentinianisme  was in de Romeinse oudheid de meest verbreide en invloedrijke stroming binnen de gnostiek. Een herkenbare identiteit van de beweging was rond het midden van de tweede eeuw aanwezig. Al in de tweede helft van die eeuw werden de opvattingen ervan bestreden door kerkvaders als Ireneüs van Lyon (ca.140-202) en ook Justinus (110/114-ca.165).
Valentinianen hebben echter altijd – anders dan bij andere gnostische bewegingen – geprobeerd deel uit te blijven maken van de katholieke kerk. Concentraties van valentinianen waren aanwezig in Alexandrië, Antiochië en vooral Rome. Ondanks de tegenstand bleven zij geruime tijd in staat hun leer te prediken en te onderwijzen. Even voor 200 werd Florinus, een van de belangrijkste valentinianen van die periode, door Victor I de bisschop van Rome nog tot priester gewijd.
Vanaf de vierde eeuw werd hun situatie meer precair. Tijdens het bewind van Constantijn de Grote (280-337) kreeg het georganiseerde orthodoxe christendom aanzienlijke privileges. Tijdens het bewind van Theodosius I (346-395) werd dit de staatsgodsdienst. Vanaf 392 werd een harde lijn van vervolging ingezet en werden groepen als de valentinianen in feite gelijk gesteld met heidenen en vervolgd. Het valentinianisme bleef als beweging nog enige tijd in een meer gemarginaliseerde positie stand houden. Nieuwe regelgeving tegen hen en andere ketters geachte bewegingen kwam tot stand tijdens het Concilie van Trullo in 692. Dit is de laatste keer dat de valentinianen in een kerkelijk document worden genoemd. Begin achtste eeuw was de beweging verdwenen.

## Valentinus
Valentinus (overleden na 155) wordt als de grondlegger van de beweging beschouwd. Hij was waarschijnlijk afkomstig uit Egypte en opgeleid in Alexandrië. In latere valentiniaanse literatuur werd Valentinus in een apostolische lijn geplaatst. Hij zou zijn opleiding hebben genoten van Theudas, die weer opgeleid was door Paulus. Valentinus moet omstreeks 135 in Rome zijn gearriveerd, waar hij vijftien tot twintig jaar moet hebben verbleven. Tertullianus (ca. 160-230), een andere ketterbestrijder, schreef dat Valentinus grote intellectuele begaafdheden bezat en een charismatisch spreker en prediker was. Van Valentinus zijn slechts enkele tekstfragmenten bewaard gebleven, omdat zij vermeld worden in geschriften van anderen.
Clemens van Alexandrië (ca. 115|150-215) heeft in zijn werk Stromateis zes van die fragmenten opgenomen. Bij Hippolytus is een psalm van Valentinus bewaard. De inhoud van die tekstfragmenten van Valentinus hebben echter nauwelijks een relatie met de beschrijving van Ireneüs van Lyon in Adversus Haereses (Tegen de ketters) van het valentiniaanse gedachtegoed. Zonder Valentinus te noemen schreef Ireneüs ook dat de valentinianen een onlangs door hen vervaardigd boek het Evangelie der Waarheid noemen, hoewel het in niets met de evangeliën van de apostelen overeenstemt. Pseudo-Tertullianus, de naam voor een onbekende auteur die een appendix schreef bij een werk van Tertullianus, schreef omstreeks 270 in Adversus Omnes Haereses dit boek aan Valentinus zelf toe. Hoewel volstrekte zekerheid ontbreekt, zijn ook de meeste auteurs op het vakgebied geneigd Valentinus als de auteur te beschouwen. Het Evangelie der Waarheid is pas sinds 1945 bekend in een Koptische vertaling, omdat het deel uitmaakte van de vondst van de Nag Hammadigeschriften. Het is duidelijk een valentiniaans werk met een sterk meditatief karakter. Het wordt op het vakgebied als het literaire meesterwerk van de gnostische literatuur beschouwd.
Geen van die teksten heeft echter de systematische opbouw van de leer en het valentiniaanse gedachtegoed dat andere valentiniaanse teksten kenmerkt. In het vakgebied is er dan ook consensus dat de constructie van de feitelijke leer door latere leerlingen van Valentinus is gemaakt en beschreven. De belangrijkste van die leerlingen waren de gnosticus Ptolemaeus, Theodotus, Axionicus en Heracleon.

## De valentiniaanse theologie
Gnostische bewegingen meer in het algemeen geloven niet in één God, maar in twee goden. Een volmaakte hoogste God, die alleen door een verlosser kan worden geopenbaard. In het valentinianisme is die verlosser altijd Jezus Christus. Die hoogste God wordt in de gnostische literatuur vaak aangeduid als de Vader, het Al, de Onbenoembare, de Onuitsprekelijke en is onkenbaar en niet te bevatten. Voor zover er al iets over Hem gezegd kan worden is dat alleen in termen van negatieve theologie, het trachten te benoemen wat Hij niet is.
Daarnaast is er een godheid, de demiurg, die de schepper is van de wereld zoals die wij kennen. Die god wordt in de gnostiek geïdentificeerd met de god van het Oude Testament. Ook gnostische christenen waren ervan overtuigd dat de wereld onvolmaakt en boosaardig was. In het vroeg-orthodoxe christendom was die situatie een gevolg van de zondeval van de eerste mensen. De gnostici maakten de demiurg verantwoordelijk voor het kwaad in de wereld. De schepping was dus maar een zeer gebrekkig resultaat van een kwade schepper met slechte en kwade bedoelingen. Die algemene gnostische noties werden door de diverse stromingen binnen de gnostiek in hun leer op een verschillende wijze uitgewerkt. Zo wordt de rol van de demiurg in het valentinianisme veel minder negatief beschreven.
Nog meer dan in andere stromingen is in het valentinianisme de verlossing door Christus het centrale thema. De valentinianen gingen uit van een drieledige werkelijkheid. Die was verdeeld in een pneumatische wereld (de goddelijke wereld), een psychische wereld (de wereld van de demiurg) en een stoffelijke wereld (de zichtbare wereld).
De goddelijke wereld wordt in alle gnostische stromingen aangeduid met het woord pleroma. Het is de benaming voor de volheid, de structuur en verblijfplaats van de goddelijke wereld. Er zijn binnen de gnostiek meerdere constructies van een pleroma. In de meeste gnostische constructies is sprake van een top van het pleroma, dat bestaat uit drie hypostasen, goddelijke zijnsvormen, die te vergelijken zijn met de drie-eenheid van het orthodoxe christendom. Er is – onder verschillende namen – sprake van een Vader, een Moeder en een Zoon. De Vader ziet zich weerspiegeld in het lichtwater dat hem omgeeft en realiseert zich dat hij zichzelf ziet. Die gedachte verzelfstandigt zich en dat creëert de Moeder, vaak aangeduid als de Eerste Gedachte of ook wel Barbelo. Zij ontvangt een lichtvonk van de vader en produceert een Licht, de Zoon. In alle gnostische teksten over het pleroma verschijnen dan eonen. Dat zijn emanaties van de Moeder en de Zoon. Het zijn goddelijke krachten van een lagere orde. In de diverse constructies hebben die vaak andere namen en het aantal eonen kan per constructie ook verschillen. Over het algemeen is er sprake van een hiërarchische structuur van eonen.
Binnen het valentinianisme zijn er twee constructies van een pleroma te onderscheiden. In het eerste type was het gehele pleroma aanvankelijk in onbewuste toestand in de Vader aanwezig en de eonen zijn in God zelf ingesloten als gedachten en gevoelens. Zij worden ook wel vergeleken met woorden die pas tot een bewust bestaan komen als die worden uitgesproken door de Logos, de Zoon. Die bewustwording van de eonen wordt voorgesteld als een verlossing, die feitelijk dezelfde is als de verlossing van mensen door het ontvangen van de gnosis. In de valentiniaanse literatuur wordt dan ook vaak gewisseld tussen de goddelijke en menselijke wereld. Dit type pleroma wordt beschreven in het  Evangelie der Waarheid en de Verhandeling in drie delen.
In het tweede en meer bekende type is er sprake van een Oervader, die aangeduid wordt als Diepte (Bathos). Samen met hem was zijn Gedachte (Ennoia), ook wel aangeduid als Genade (Charis) of Stilte (Sigẽ). Diepte stort een zaadje in Stilte en dat brengt Geest (Nous) voort, ook wel aangeduid als de Eniggeborene (Monogenẽs). Nous is de enige die de grootheid van zijn Oervader kan bevatten. Naast Nous wordt ook Waarheid (Alẽtheia) voortgebracht. Uit Geest/Nous en Waarheid komen nog twee andere paren voort, Woord (Logos) en Leven (Zõẽ) en Mens (Anthrõpos) en Kerk (Ekklẽsia). Die paren brengen nog eens elf andere paren van eonen voort. De naam van het laatste en jongste vrouwelijke eon is Sophia (Wijsheid). Dit type pleroma wordt beschreven in de Valentiniaanse verhandeling.
Net als in de sethiaanse stroming van de gnostiek, zoals in het Apocryphon van Johannes, is ook in het valentinianisme meestal Sophia verantwoordelijk voor een breuk in de volmaaktheid van het pleroma. In dit geval wordt dat veroorzaakt door haar verlangen naar iets dat onmogelijk is, het bevatten en begrijpen van de grootheid van God. Zij wordt uiteindelijk gered. Om te voorkomen dat zoiets nog een keer gebeurt brengt de Eniggeborene nog een aantal eonen voort. Dat zijn Christus en de Heilige Geest. Christus instrueert de eonen dat niemand de hoogste God kan kennen dan alleen door de Eniggeborene en de Heilige Geest leert hen hoe zij die God moeten loven. Hiermee heeft Christus ook in de wereld van de eonen de gnosis gebracht.
Het verkeerde verlangen van Sophia was echter buiten het pleroma geraakt en werd daar een wezen dat in de valentiniaanse literatuur de lagere Sophia wordt genoemd, ook wel aangeduid als Achamoth. Nadat Jezus haar gnosis heeft gegeven wordt zij zwanger van het licht van de engelen en brengt de demiurg voort. Die schept de zeven hemelen. Het paradijs van Adam bevindt zich in de derde hemel. Die schepping is in wezen een nabootsing van de werkelijkheid van het pleroma.
In het valentinianisme is de demiurg geen slecht wezen. Het is meer een dwaas. Hij weet niets van een pleroma en kent zijn moeder niet. Zijn feitelijk handelen gebeurt door sturing van Achamoth. In zijn onwetendheid en dwaasheid denkt hij dat hij alleen verantwoordelijk is voor de schepping. Hij roept dan ook Ik ben God en buiten mij is er niemand. De demiurg schept ook demonen met aan het hoofd de Duivel. Als laatste wordt de aardse mens gecreëerd. De demiurg blaast in de mens het psychische element, die uiteindelijk een stoffelijk lichaam krijgt. Hij is er zich echter niet van bewust dat Achamoth ervoor gezorgd heeft, dat hij tegelijkertijd ook een pneumatisch element in de mens blaast. Het is de goddelijke vonk die in ieder mens aanwezig is en hem de kans geeft tot gnosis te komen. Dat pneumatische element kan vergeleken worden met een zaadje dat zich kan ontwikkelen tot de mens in staat is de verlossing te ontvangen. Al die zaden tezamen vormen de Kerk (Ekklẽsia), die een afspiegeling is van de werkelijkheid in het pleroma.

## Organisatie en sacramenten
Er is weinig informatie over de organisatie van de valentinianen. Hun diensten zullen vooral hebben plaatsgevonden in huiskerken in de grote steden waar zij aanwezig waren. Valentiniaanse predikers hadden over het algemeen een goede opleiding en educatie. Zij waren dan ook gewild bij de hoger opgeleide en geletterde klasse van de christelijke gemeenschap. Er zijn inscripties met valentiniaanse teksten gevonden in overblijfselen van villa's aan de Via Latina in Rome. Valentinianen waren over het algemeen bereid over hun opvattingen met anderen te discussiëren. Wel maakten zij binnen de beweging een onderscheid tussen instructies aan mensen die pas tot het geloof toegetreden waren en mensen die al verder gevorderd waren. Dat wordt bijvoorbeeld helder in het duidelijk valentiniaanse Evangelie naar Filippus.
Dat geschrift heeft ook duidelijkheid gebracht ten aanzien van een typisch valentiniaans sacrament dat bekend staat als het bruidsvertrek. Het wordt in geen andere gnostische traditie beschreven. Het maakt onderdeel uit van vijf rituelen; doop, zalving, eucharistie, verlossing en bruidsvertrek. Het bruidsvertrek is het laatste element van een initiatieritueel en symboliseert de vereniging van een gedoopte met de Heilige Geest. Het kan ook symbool staan voor de vereniging van de gnosticus die de gnosis heeft ontvangen met zijn/haar paargenoot in een hemels bruidsvertrek.
Een inscriptie in een Romeinse villa had de tekst 
Medebroeders vieren voor mij met toortsen het bad van het bruidsvertrek. Zij hongeren naar het feestmaal in ons huis, terwijl zij de Vader met hymnen bezingen en de Zoon prijzen. Moge daar één enkele bron, van de waarheid, stromen.

## Valentiniaanse literatuur
De onderstaande teksten behoren alle tot de valentiniaanse literatuur. De Koptische teksten zijn vertalingen van een oorspronkelijk Griekse tekst, die verloren is gegaan. De Griekse teksten worden geacht de oorspronkelijke versie te bevatten. 
 I. Koptische teksten
- Evangelie naar Filippus
- Evangelie der Waarheid
- Eerste openbaring van Jacobus
- Gebed van de apostel Paulus
- Valentiniaanse verhandeling
- Verhandeling over de Opstanding
- Verhandeling in drie delen
- Uitleg van de Gnosis

 II. Griekse teksten
- Brief aan Flora
- Uittreksels uit Theodotus
- Valentiniaanse Leerbrief